# Olomoucká smlouva

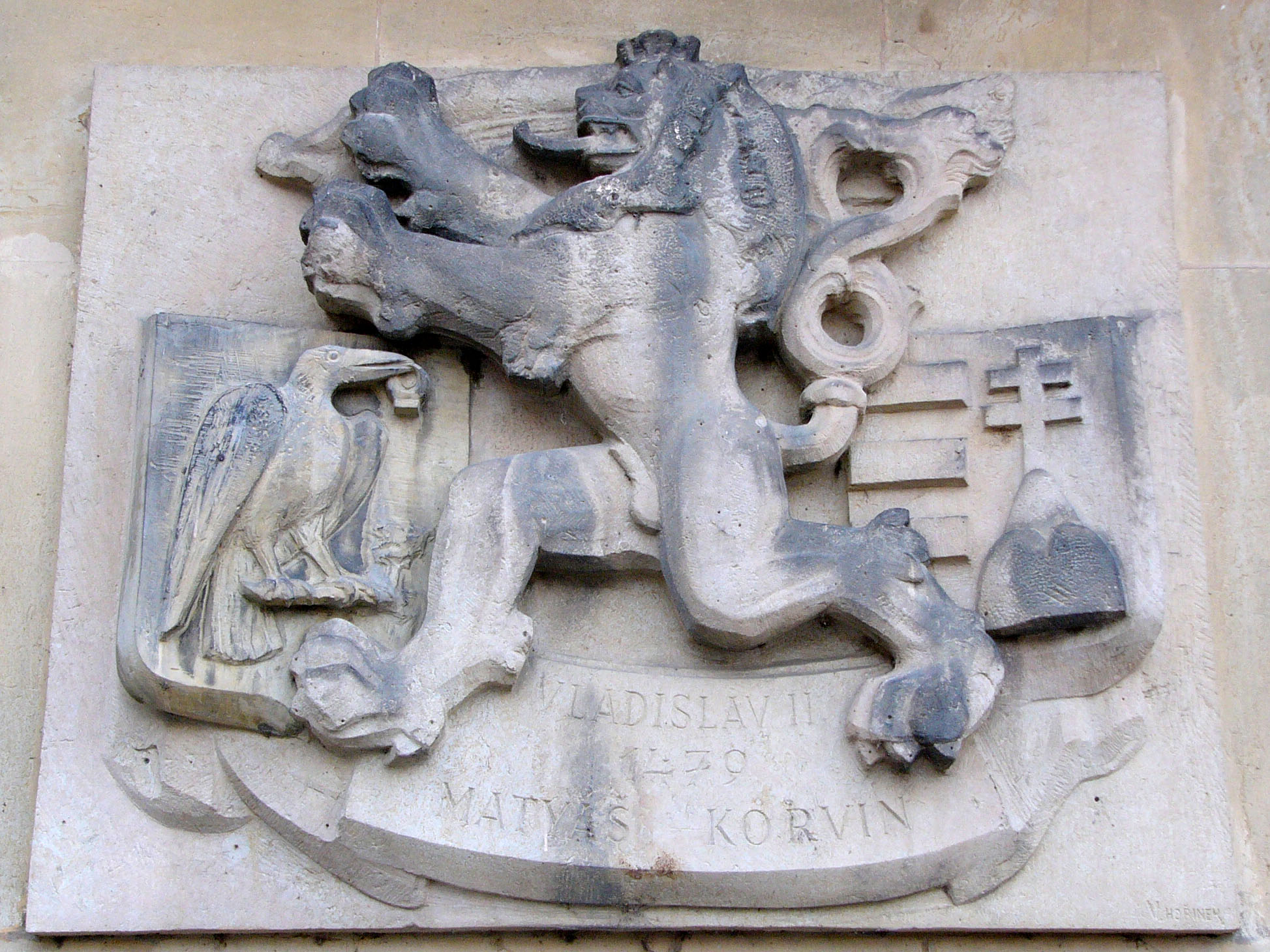
Olomoucká smlouva - pamětní deska na Horním náměstí v Olomouci: vlevo je erb Matyáše Korvína, vpravo je erb Vladislava Jagellonského a uprostřed je lev jako znak Čech. Desku vytvořil Vojtěch Hořínek.

Olomoucká smlouva byla dohoda mezi českým králem Vladislavem Jagellonským a uherským králem a českým vzdorokrálem Matyášem Korvínem z roku 1479, uzavřená v Olomouci po dlouholetých bojích o české království, zvanými jako česko-uherské války, které vypukly koncem 60. let 15. století ještě za vlády Jiřího z Poděbrad a pokračovaly i po jeho smrti. 
Jako zprostředkovatelé a diplomaté se na sjednání smlouvy přímo podíleli přívrženci a členové řádu františkánů observantů, konkrétně bývalý Vladislavův rádce a Matyášův kancléř Jan Filipec, Pavel z Moravy a pravděpodobně též kardinál Gabriel Rangoni z Verony.

## Obsah smlouvy
Olomouckými úmluvami uznal Vladislav II. stávající stav. Koruna česká byla navzdory ustanovením Karla IV. o své nedělitelnosti rozdělena. Nadále měli užívat titulu český král dva panovníci, Vladislav s právem vládnout dědičně v Čechách a Matyáš, který získal – rovněž pro sebe i své potomky – Moravu, Slezsko a obě Lužice. Po Korvínově smrti mohly být sice vedlejší země bez souhlasu uherského krále přivtěleny k Českému království, ale pouze za 400 tisíc uherských zlatých. Jestliže by zůstaly naopak v moci uherského panovníka, nemělo ho to stát zhola nic. Pokud by však Vladislav zemřel dříve než Matyáš, a to bez dědiců, a v Čechách by Matyáše přijali za svého panovníka, vrátily by se vedlejší země do svazku Koruny české bez náhrady. 
Toto ustanovení mělo inspirovat český volební sněm, aby v budoucnu zvolil králem Matyáše Korvína. Dále bylo dohodnuto, že oba králové budou usilovat o to, aby došlo k urovnání sporu mezi Čechy a papežskou kurií a v Praze mohl být instalován katolický arcibiskup.
Matyáš zemřel roku 1490 a poté byl uherským králem zvolen Vladislav Jagellonský. Země Koruny české se tak opět spojily pod vládou jednoho panovníka.

## Edice textu
- Konečná smlouva o pokoj mezi králi Wladislavem a Matiášem a královstvími Českým i Uherským, in: Archiv český čili staré písemné památky české i moravské V, ed. František Palacký, Praha 1862, s.377-387